# Reto Capadrutt
Reto Capadrutt (Coira, 4 de marzo de 1912-Sankt Moritz, 3 de febrero de 1939) fue un deportista suizo que compitió en bobsleigh en las modalidades doble y cuádruple.
Participó en dos Juegos Olímpicos de Invierno en los años 1932 y 1936, obteniendo dos medallas, plata en Lake Placid 1932 y plata en Garmisch-Partenkirchen 1936. Ganó tres medallas en el Campeonato Mundial de Bobsleigh, en los años 1935 y 1937.

## Palmarés internacional
| Juegos Olímpicos   | Juegos Olímpicos                  | Juegos Olímpicos  | Juegos Olímpicos |
| Año                | Lugar                             | Medalla           | Prueba           |
| ------------------ | --------------------------------- | ----------------- | ---------------- |
| 1932               | Lake Placid (Estados Unidos)      | Medalla de plata  | Doble            |
| 1936               | Garmisch-Partenkirchen (Alemania) | Medalla de plata  | Cuádruple        |
| Campeonato Mundial |                                   |                   |                  |
| Año                | Lugar                             | Medalla           | Prueba           |
| 1935               | Igls (Austria)                    | Medalla de oro    | Doble            |
| 1935               | Sankt Moritz (Suiza)              | Medalla de bronce | Cuádruple        |
| 1937               | Cortina d'Ampezzo (Italia)        | Medalla de bronce | Doble            |